# Liste der denkmalgeschützten Objekte in Bad Hofgastein
Die Liste der denkmalgeschützten Objekte in Bad Hofgastein enthält die 19 denkmalgeschützten, unbeweglichen Objekte der Gemeinde Bad Hofgastein im Bezirk St. Johann im Pongau.

## Denkmäler
| Foto |                 | Denkmal                                                                            | Standort                                                  | Beschreibung | Metadaten |
| ---- | --------------- | ---------------------------------------------------------------------------------- | --------------------------------------------------------- | --- | --- |
| ja   | Datei hochladen | Gasthaus, Schweizerhof HERIS-ID: 26669 Objekt-ID: 23158                            | Alexander-Moser-Allee 2 Standort KG: Bad Hofgastein       | → Hauptartikel : Schweizerhof (Bad Hofgastein) f1 | BDA-Hist.: Q37903360 Status: Bescheid Stand der BDA-Liste: 2025-06-30 Name: Gasthaus, Schweizerhof GstNr.: .93                                                               |
| ja   | Datei hochladen | Kurhaus Rübezahl HERIS-ID: 26668 Objekt-ID: 23157                                  | Gerichtsstraße 2 Standort KG: Bad Hofgastein              | Das Kurhaus wurde im Jahr 1907 errichtet. | BDA-Hist.: Q37903344 Status: Bescheid Stand der BDA-Liste: 2025-06-30 Name: Kurhaus Rübezahl GstNr.: .80                                                                     |
| ja   | Datei hochladen | Bezirksgericht Gastein (ehem. Villa Pyrker) HERIS-ID: 5548 Objekt-ID: 1419         | Gerichtsstraße 3 Standort KG: Bad Hofgastein              | Das zweigeschoßige Gebäude wurde 1834 ursprünglich als Badevilla errichtet. Seither wurde es mehrfach renoviert und umgebaut, zuletzt im Jahr 1970.                                                                                                  | BDA-Hist.: Q37842093 Status: Bescheid Stand der BDA-Liste: 2025-06-30 Name: Bezirksgericht Gastein (ehem. Villa Pyrker) GstNr.: .193                                         |
| ja   | Datei hochladen | Haltestelle Bad Hofgastein HERIS-ID: 26699 Objekt-ID: 23190                        | Haltestellenweg 128 Standort KG: Bad Hofgastein           | | BDA-Hist.: Q37903597 Status: Bescheid Stand der BDA-Liste: 2025-06-30 Name: Haltestelle Bad Hofgastein GstNr.: .215                                                          |
| ja   | Datei hochladen | Jagdschlössl Weinetsberg HERIS-ID: 26702 Objekt-ID: 23193                          | Haltestellenweg 132 Standort KG: Bad Hofgastein           | Das weithin sichtbare zweigeschoßige Jagdschlössl oberhalb der Trasse der Tauernbahn wurde in den Jahren 1904/05 erbaut. | BDA-Hist.: Q37903623 Status: Bescheid Stand der BDA-Liste: 2025-06-30 Name: Jagdschlössl Weinetsberg GstNr.: .218 Jagdschlössl Weinetsberg                                   |
| ja   | Datei hochladen | Friedhof HERIS-ID: 26656 Objekt-ID: 23145                                          | Hamplweg 10 Standort KG: Bad Hofgastein                   | Der von einer Mauer umgebene Friedhof östlich der Pfarrkirche wurde im Jahr 1836 angelegt. Die Friedhofskapelle über ovalem Grundriss stammt aus den Jahren 1842/43.                                                                                 | BDA-Hist.: Q37903262 Status: § 2a Stand der BDA-Liste: 2025-06-30 Name: Friedhof GstNr.: 263/2, 263/4, 263/5, 263/6, 263/9 Friedhof Bad Hofgastein                           |
| ja   | Datei hochladen | Wasserschloss, Kaiser-Franz-Josephs-Wasserleitung HERIS-ID: 26671 Objekt-ID: 23161 | Höhenweg 14 Standort KG: Bad Hofgastein                   | | BDA-Hist.: Q37903402 Status: § 2a Stand der BDA-Liste: 2025-06-30 Name: Wasserschloss, Kaiser-Franz-Josephs-Wasserleitung GstNr.: .205, 286/5 Wasserschloss (Bad Hofgastein) |
| ja   | Datei hochladen | Kath. Pfarrkirche Mariae Himmelfahrt HERIS-ID: 26654 Objekt-ID: 23143              | Höhenweg 8 Standort KG: Bad Hofgastein                    | → Hauptartikel : Pfarrkirche Bad Hofgastein f1 | BDA-Hist.: Q14395999 Status: § 2a Stand der BDA-Liste: 2025-06-30 Name: Kath. Pfarrkirche Mariae Himmelfahrt GstNr.: 678 Pfarrkirche Mariae Himmelfahrt Bad Hofgastein       |
| ja   | Datei hochladen | Kaiser Franz I. Denkmal HERIS-ID: 26674 Objekt-ID: 23164                           | Kaiser-Franz-Platz 1, bei Standort KG: Bad Hofgastein     | Das Denkmal wurde im Jahr 1847 errichtet. Auf einem rechteckigen Sockel mit Inschriftentafel steht ein Bronzebrustbild des Kaisers. | BDA-Hist.: Q37903425 Status: § 2a Stand der BDA-Liste: 2025-06-30 Name: Kaiser Franz I. Denkmal GstNr.: 168 Kaiser Franz I Denkmal (Bad Hofgastein)                          |
| ja   | Datei hochladen | Annenkapelle HERIS-ID: 26658 Objekt-ID: 23147                                      | Kronwald Standort KG: Bad Hofgastein                      | Die Annenkapelle steht am Berghang nordöstlich des Ortes. Der rechteckige Holzbau mit Walmdach stammt aus dem Jahr 1801. | BDA-Hist.: Q37903292 Status: § 2a Stand der BDA-Liste: 2025-06-30 Name: Annenkapelle GstNr.: .190 Annenkapelle (Bad Hofgastein)                                              |
| ja   | Datei hochladen | Rheinischer Hof HERIS-ID: 26675 Objekt-ID: 23165                                   | Kurgartenstraße 20 Standort KG: Bad Hofgastein            | Das dreigeschoßige Kurhaus wurde 1810 erbaut. | BDA-Hist.: Q37903439 Status: § 2a Stand der BDA-Liste: 2025-06-30 Name: Hotel/Pension, Rheinischer Hof GstNr.: .226 Rheinischer Hof (Bad Hofgastein)                         |
| ja   | Datei hochladen | Kurhaus und Gemeindeamt HERIS-ID: 26677 Objekt-ID: 23167                           | Kurpromenade 2 Standort KG: Bad Hofgastein                | Der zweigeschoßige Saalbau mit Pfeilergliederung wurde von 1914 bis 1920 errichtet. | BDA-Hist.: Q37903467 Status: § 2a Stand der BDA-Liste: 2025-06-30 Name: Kurhaus und Gemeindeamt GstNr.: .225                                                                 |
| ja   | Datei hochladen | Evangelische Heilskirche HERIS-ID: 26657 Objekt-ID: 23146                          | Martin-Lodinger-Straße 5 Standort KG: Bad Hofgastein      | Die einschiffige Kirche mit Satteldach und vorspringendem Giebeltürmchen wurde 1960 erbaut. | BDA-Hist.: Q37903277 Status: § 2a Stand der BDA-Liste: 2025-06-30 Name: Evangelische Heilskirche GstNr.: 100/10 Heilskirche (Bad Hofgastein)                                 |
| ja   | Datei hochladen | Pfarrhof HERIS-ID: 26655 Objekt-ID: 23144                                          | Pfarrgasse 6 Standort KG: Bad Hofgastein                  | Der Pfarrhof nordöstlich der Kirche wurde bereits 1466 erstmals urkundlich erwähnt. Die Marmortafel über dem Rundbogenportal des zweigeschoßigen Altbaus ist mit 1559 bezeichnet. Im Jahr 1967 wurde der Pfarrhof um einen modernen Trakt erweitert. | BDA-Hist.: Q37903247 Status: § 2a Stand der BDA-Liste: 2025-06-30 Name: Pfarrhof GstNr.: .57 Pfarrhof Bad Hofgastein                                                         |
| ja   | Datei hochladen | ehem. Verweshaus, Kurhaus Bräumoser und Stöckl HERIS-ID: 26698 Objekt-ID: 23189    | Salzburger Straße 2 Standort KG: Bad Hofgastein           | Das viergeschoßige alte Verweshaus ist ein im Kern spätmittelalterlicher Bau. | BDA-Hist.: Q37903584 Status: Bescheid Stand der BDA-Liste: 2025-06-30 Name: ehem. Verweshaus, Kurhaus Bräumoser und Stöckl GstNr.: .18, .19 Altes Verweshaus Bad Hofgastein  |
| ja   | Datei hochladen | Schmelzofen Angertal HERIS-ID: 26709 Objekt-ID: 23201                              | Gadauner Grundalm Standort KG: Vorderschneeberg           | → Hauptartikel : Schmelzofen Angertal f1 | BDA-Hist.: Q37903640 Status: Bescheid Stand der BDA-Liste: 2025-06-30 Name: Schmelzofen Angertal GstNr.: 1148                                                                |
| ja   | Datei hochladen | Weitmoserschlössl HERIS-ID: 60861 Objekt-ID: 73241                                 | Schloßgasse 14 Standort KG: Vorderschneeberg              | → Hauptartikel : Weitmoserschlössl f1 | BDA-Hist.: Q15853888 Status: Bescheid Stand der BDA-Liste: 2025-06-30 Name: Weitmoserschlössl GstNr.: .73, 474, 473 Weitmoserschlössl                                        |
| ja   | Datei hochladen | Angerschluchtbrücke der Tauernbahn HERIS-ID: 21220 Objekt-ID: 17537seit 2017       | südlich Vorderschneeberg 40 Standort KG: Vorderschneeberg | Die 137 Meter lange Stahlbogenbrücke wurde 1905 errichtet. Seit 2016 verläuft die Eisenbahnstrecke über eine parallel dazu gebaute neue Brücke. Anmerkung: auch bis 2010 geschützt, Schutz 2017 erneuert                                             | BDA-Hist.: Q126073726 Status: Bescheid Stand der BDA-Liste: 2025-06-30 Name: Angerschluchtbrücke der Tauernbahn GstNr.: 1263 Angerschluchtbrücke                             |
| ja   | Datei hochladen | Bahnhof Bad Hofgastein HERIS-ID: 26700 Objekt-ID: 23191                            | Breitenberg 27 Standort KG: Wieden                        | Denkmalgeschützt ist das 1905 errichtete Aufnahmsgebäude des Bahnhofs Bad Hofgastein. | BDA-Hist.: Q107926542 Status: Bescheid Stand der BDA-Liste: 2025-06-30 Name: Bahnhof Bad Hofgastein GstNr.: .151 Aufnahmsgebäude Bahnhof Bad Hofgastein                      |